# Valéria Milewski
 (juillet 2025).
La mise en forme du texte ne suit pas les recommandations de Wikipédia : il faut le « wikifier ».
Les points d'amélioration suivants sont les cas les plus fréquents :
- Les titres sont pré-formatés par le logiciel. Ils ne sont ni en capitales, ni en gras.
- Le texte ne doit pas être écrit en capitales (les noms de famille non plus), ni en gras, ni en italique, ni en « petit »…
- Le gras n'est utilisé que pour surligner le titre de l'article dans l'introduction, une seule fois.
- L'italique est rarement utilisé : mots en langue étrangère, titres d'œuvres, noms de bateaux, etc.
- Les citations ne sont pas en italique mais en corps de texte normal. Elles sont entourées par des guillemets français : « et ».
- Les listes à puces sont à éviter, des paragraphes rédigés étant largement préférés. Les tableaux sont à réserver à la présentation de données structurées (résultats, etc.).
- Les appels de note de bas de page (petits chiffres en exposant, introduits par l'outil «  Source ») sont à placer entre la fin de phrase et le point final[comme ça].
- Les liens internes (vers d'autres articles de Wikipédia) sont à choisir avec parcimonie. Créez des liens vers des articles approfondissant le sujet. Les termes génériques sans rapport avec le sujet sont à éviter, ainsi que les répétitions de liens vers un même terme.
- Les liens externes sont à placer uniquement dans une section « Liens externes », à la fin de l'article. Ces liens sont à choisir avec parcimonie suivant les règles définies. Si un lien sert de source à l'article, son insertion dans le texte est à faire par les notes de bas de page.
- La présentation des références doit suivre les conventions bibliographiques. Il est recommandé d'utiliser les modèles {{Ouvrage}}, {{Chapitre}}, {{Article}}, {{Lien web}} et/ou {{Bibliographie}}. Le mode d'édition visuel peut mettre en forme automatiquement les références.
- Insérer une infobox (cadre d'informations à droite) n'est pas obligatoire pour parachever la mise en page.

Pour une aide détaillée, merci de consulter Aide:Wikification.
Si vous pensez que ces points ont été résolus, vous pouvez retirer ce bandeau et améliorer la mise en forme d'un autre article.
Pour les articles homonymes, voir Milewski.
 (décembre 2023).
Il peut être nécessaire de l'améliorer pour respecter le principe de neutralité de point de vue. 

 (décembre 2023).
Si vous disposez d'ouvrages ou d'articles de référence ou si vous connaissez des sites web de qualité traitant du thème abordé ici, merci de compléter l'article en donnant les références utiles à sa vérifiabilité et en les liant à la section « Notes et références ».
Valéria Milewski, docteure en sciences du langage, a créé la biographie hospitalière en septembre 2007 dans le service d’oncologie-hématologie du centre hospitalier de Chartres.
En 2010, elle fonde l’association Passeur de mots, passeur d’histoires, rebaptisée Passeur de mots et d'histoires en 2022.

## La Biographie hospitalière
Depuis 2007, Valéria Milewski, directrice générale de l’association Passeur de mots et d'histoires, œuvre à déployer la biographie hospitalière en France et à l’international.
Son objectif est de faire que cette démarche soit proposée à davantage de personnes gravement malades et/ou en situation palliative.
Fondatrice de la démarche, Valéria Milewski joue un rôle décisif dans la mise en lumière de la biographie hospitalière. Elle a participé à plus de 200 conférences en France et à l’international, une centaine d’émissions TV et radio, et a témoigné auprès de la presse, donnant lieu à la publication d’une centaine d’articles. Elle a également contribué à la rédaction d’une dizaine d’articles scientifiques et de publications universitaires.
En 2017, elle organise la Première journée nationale de la biographie hospitalière au musée d'histoire de la médecine Université Paris-Descartes, permettant de restituer les résultats de la première recherche qualitative. Dans le prolongement de cette journée, elle s’engage dans une thèse de doctorat.
Aujourd’hui, elle est le contact et la cheffe de file de la « biographie hospitalière » auprès du ministère de la Santé. Elle travaille pour une reconnaissance de la démarche comme un soin.
À ce jour, la biographie hospitalière fait partie du plan décennal « soins palliatifs, prise en charge de la douleur et accompagnement de la fin de vie en France » 2024–2034.

## Thèse
Le 14 décembre 2020, Valéria Milewski a soutenu publiquement sa thèse intitulée : Tenir parole et rendre parole : le genre de la biographie hospitalière ou la « careCiographie, sous la direction de Stéphane Bikialo (professeur de langue et de littérature française, Université de Poitiers) et en présence du jury composé de Régis Aubry, médecin des hôpitaux, professeur associé de médecine palliative, CRHU Besançon, membre du Comité Consultatif National d’Éthique (CCNE), Anna Kieliszczyk, professeure en sciences du langage, Université de Varsovie, Sabine Pétillon, chargée de recherche au Centre national de la recherche scientifique (CNRS), MSHS Paris-Nanterre, Gaston Pineau, professeur honoraire en sciences de l’éducation et de la formation, Université de Tours, chercheur émérite à l’Université du Québec, Montréal, Catherine Rannoux, professeure de linguistique et stylistique, Université de Poitiers.
La thèse de Valéria Milewski présente la biographie hospitalière comme la jonction entre le care et le cure, initiant un mouvement plus large. En effet, la carebiographie prend source dans le care. L’éthique du care (autrement appelée « éthique de la sollicitude ») prend en charge la vulnérabilité commune et assume l’interdépendance entre les hommes. Son effet principal est d’offrir davantage d’autonomie d’actions aux personnes vulnérables. Avec l’aide du biographe, la personne gravement malade participe activement à sa propre expérience. Il peut retisser le fil de son histoire.

## Formatrice
Valéria Milewski est chargée de cours à l’Université Paris Ouest Nanterre la Défense, en DU linguistique clinique (approches multimodales de la communication), à l'Université catholique de Lyon, anime des master class et forme les futurs biographes hospitaliers.

## Publications
- Fanny Rinck et Valéria Milewski, Récit de soi face à la maladie grave, Lambert Lucas, juin 2014 (lire en ligne)
- Sophie Bobbé et Valéria Milewski, « Biographie hospitalière », périodique, Christine Delory-Momberger éd.,‎ 2019, p. 295-297 (lire en ligne)

## Radio et télévision
- « Écrire le récit de sa vie pour ses proches - Passeur de mots », France 2, mille et une vies,‎ 19 janvier 2017 (lire en ligne)
- « Valéria sauve la mémoire des malades condamnés », Nova,‎ 3 janvier 2023 (lire en ligne)
- « Je rencontre des gens qui vont bientôt mourir et j'écris leur histoire : je suis biographe hospitalière », NEON,‎ 20 juillet 2023 (lire en ligne)